# Very Saxy
Very Saxy — студійний альбом американського джазового саксофоніста Едді «Локджо» Девіса з Бадді Тейтом, Коулменом Гокінсом і Арнеттом Коббом, випущений у 1959 році лейблом Prestige Records.  

## Опис
Тенор-саксофоніст Едді «Локджо» Девіс і його квартет (який включає органістку Ширлі Скотт, басиста Джорджа Дювів'є і ударника Артура Еджгілла) грає з трьома іншими відомим тенор-саксофоністами (Коулменом Гокінсом, Арнеттом Коббом і Бадді Тейтом) в історичній хард-свінговій джем-сесії. Гурт виконує три блюзи, оригінал, оснований на інтерпретації «Sweet Georgia Brown» і «Lester Leaps In».

## Список композицій
1. «Very Saxy» (Едді Девіс, Джордж Дювів'є) — 8:18
2. «Lester Leaps In» (Лестер Янг) — 6:15
3. «Fourmost» (Ширлі Скотт) — 5:22
4. «Foot Pattin» (Джордж Дювів'є) — 8:53
5. «Light and Lovely» (Едді Девіс, Джордж Дювів'є) — 9:55

## Учасники запису
- Едді «Локджо» Девіс — тенор-саксофон
- Бадді Тейт — тенор-саксофон
- Коулмен Гокінс — тенор-саксофон
- Арнетт Кобб — тенор-саксофон
- Ширлі Скотт — орган
- Джордж Дювів'є — контрабас
- Артур Еджгілл — ударні

Технічний персонал
- Есмонд Едвардс — продюсер
- Руді Ван Гелдер — інженер звукозапису